# Eschbach (Markgräflerland)
Eschbach es un municipio en el Markgräflerland en el distrito de Brisgovia-Alta Selva Negra.

## Etimología
El topónimo Eschbach es una palabra compuesta que consiste de las palabras alemanas Esche (fresno) y Bach (arroyo). Sin embargo, el asentamiento es mencionado por primera vez en un documento de la abadía de San Galo de 807 bajo el nombre Ascabah. Asca es alto alemán antiguo y significa ceniza. Por otro lado, el Diccionario Geográfico del Archivo de Baden-Wurtemberg lo relaciona con aspa (alto alemán antiguo para álamo).

## Weinstetten
Weinstetten es un pueblo desaparecido dentro del territorio del municipio mencionado por primera vez en 896 como Vizzilistat y destrozado por la inundación del Rin en 1482.

### Weinstetter Hof
Sólo la granja Weinstetter Hof al norte del antiguo pueblo quedaba salvo. En 1271 los Señores de Üsenberg habían vendido la finca a los Caballeros de San Juan de Friburgo. En 1606 el Príncipe Gran Prior de Rosenbach construyó la mansión. Fue restaurada en 2012.

## Lectura
- Revista Das Markgräflerland, 2/2010 con tres artículos sobre Eschbach[24]
- Weinstetter Hof, librito de 24 páginas con fotos e información detallada